# 然尼別克區
49°27′00″N 46°53′24″E / 49.45000°N 46.89000°E

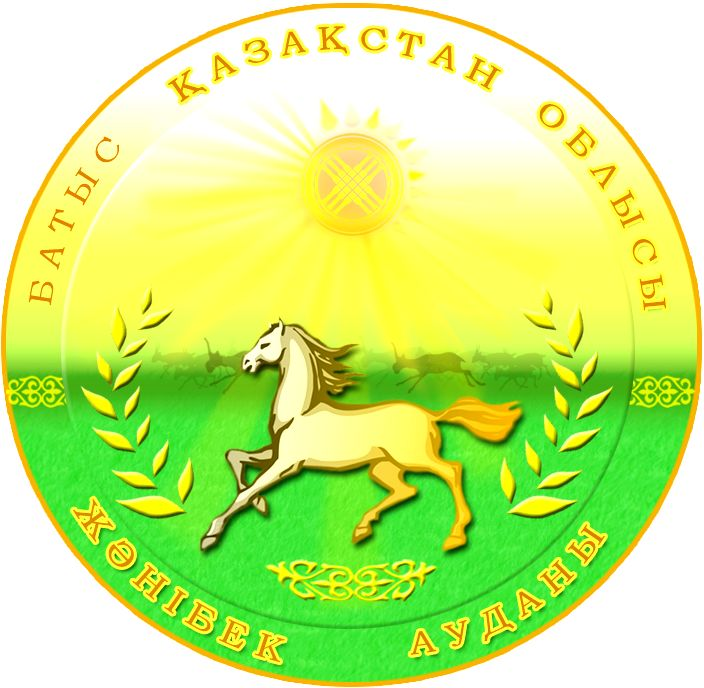

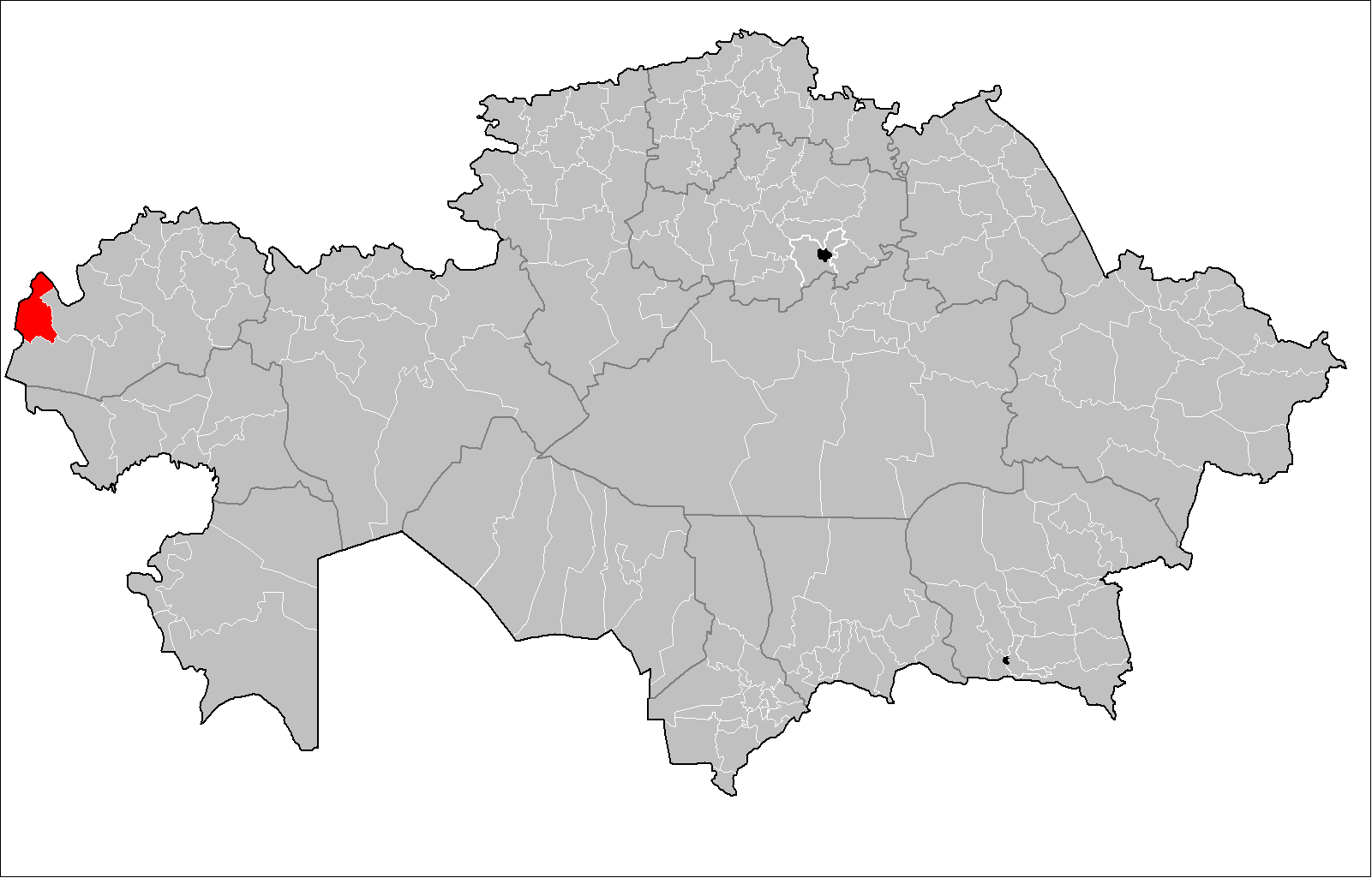

然尼別克區是哈薩克斯坦的行政區，位於該國西北部，由西哈薩克斯坦州負責管轄，首府設於然尼別克，始建於1922年，面積8,200平方公里，2019年人口16,147。